# اکبر محسنی
اکبر محسنی (زاده ۱۲۹۱ – درگذشته ۶ مرداد 
۱۳۷۴) آهنگساز و نوازنده صاحب نام عود (بربط)، تار و ویولن، و معلم موسیقی ایرانی بود.
او هنر آموختهٔ شعبهٔ موزیک نظام و بهره برده از درس‌های علینقی وزیری محسوب می‌شد و سال‌ها زیر نظر روح‌الله خالقی به تدریس در انجمن موسیقی ملی و نوازندگی در ارکسترهای آن پرداخته بود. وی همچنین سابقه طولانی تدریس موسیقی و سرپرستی ارکسترها در رادیو ایران را داشت و در طی دوران فعالیت خود آثار بسیاری را از خود به جای گذاشت. او در عین حال از اولین نوازندگان عود در موسیقی ایران محسوب می‌شود و نواختن این ساز کهن ایرانی را طی اقامت در عراق، از استادان برجستهٔ عرب فراگرفته بود. از آثار شاخص او ترانه بسیار معروف الهه ناز، با شعر کریم فکور و خوانندگی غلامحسین بنان می‌باشد که نزد توده‌های مردم، شهرت و محبوبیتی کم مانند کسب کرد.

## سال‌های نخست زندگی
سید اکبر حاج محسن تهرانی مشهور به اکبر محسنی در سال ۱۲۹۱ خورشیدی در شهر تهران دیده به جهان گشود. پدرش سیدحسین محسنی، از افسران هنگ توپخانه و مردی متدین و نمازخوان بود و نظر خوشی نسبت به موسیقی نداشت. با این وجود اکبر محسنی از کودکی شیفتهٔ موسیقی شد و این شیفتگی او به حدی بود که در طفولیت به تقلید از دستهٔ موزیک نظامی که در نزدیکی خانه‌شان مشق می‌کرد، سر قلیان شکسته‌ای را به دست می‌گرفت و آهنگ‌های مارش را با دهان می‌نواخت.
شوق و ذوقی که اکبر محسنی از کودکی در موسیقی داشت، باعث شد که پس از مرگ پدر، بوسیلهٔ شوهرخواهرش در مدرسهٔ موسیقی نظام که زیر نظر سالار معزز اداره می‌شد، ثبت نام کند و در این مدرسه، به فراگیری فنون موسیقی در خدمت استادان بزرگ بپردازد.
نخستین‌سازی که وی در مدرسهٔ موسیقی می‌نواخت، آلتو برنجی بود، امّا بعد به تدریج ترومپت و فلوت را به عنوان ساز تخصصی خود انتخاب کرد و در همان مدرسه، به فراگیری نُت نیز پرداخت.
شیفتگی و شور او نسبت به موسیقی و شوق و علاقه‌اش نسبت به یادگیری آن، سبب شد که اکبر محسنی در کنار فعالیت در شعبهٔ موزیک مدرسهٔ نظام، برای یادگیری تار نیز اقدام کند و برای آموختن این ساز، نزد رحمت‌الله صفا که از شاگردان موسی معروفی بود، برود. محلی که رحمت‌الله خان صفا در آن تعلیم ساز می‌داد، در میدان توپخانه تهران واقع بود و اکبر محسنی که در فاصلهٔ نسبتاً زیادی از این محل زندگی می‌کرد، ناچار بود که هر روز صبح غذای مختصری برای ناهار خود، همراه بردارد و با پای پیاده مسیر طولانی منزل تا میدان توپخانه را بپیماید. وی سرانجام موفق شد نزد این استاد ردیف موسیقی ایرانی را بیاموزد و با نواختن تار به خوبی آشنا گردد.
وی در همین سال‌ها، به اتفاق تعدادی از دانش آموزان مدرسهٔ نظام، دستهٔ موزیکی درست کرد که در آن بیشتر از سازهای بادی استفاده می‌شد. اکبر محسنی همچنین از همین زمان به عنوان معلم موسیقی، کار تعلیم هنرجویان را نیز آغاز کرد.
در سال ۱۳۱۵ خورشیدی، وزارت فرهنگ وقت، اکبر محسنی و جمع کوچک دوستانش در دستهٔ موزیک یادشده را، به نام «هنرآموز موسیقی» با حقوق ماهیانه ۲۴ تومان استخدام کرد.

## فعالیت در رادیو و انجمن موسیقی ملی
با تأسیس و افتتاح رادیو ایران، اکبر محسنی اقدام به تشکیل ارکستری نمود که این ارکستر زیر نظر علینقی وزیری فعالیت می‌کرد و تعلیم می‌گرفت. محسنی در این ارکستر با حقوق ماهیانه ۷۰ تومان استخدام شده بود و نوازندهٔ تارباس در این ارکستر محسوب می‌شد.
برنامه‌هایی که اکبر محسنی در این زمان و به اتفاق ارکستر مذکور اجرا می‌کرد، به‌طور مرتب و به صورت زنده از رادیو ایران پخش می‌گردید.
بعد از انحلال ارکستر مذکور، اکبر محسنی در ارکستر انجمن موسیقی ملی که به رهبری روح‌الله خالقی برنامه اجرا می‌کرد، مشغول به کار شد و به نوازندگی پرداخت. از آنجا که روح‌الله خالقی همواره به موسیقیدانان همکار خود، اهمیت فراوان می‌داد و برای پیشرفتشان ارزش فراوان قائل بود، همین همکاری نقطهٔ شروعی برای موفقیت اکبر محسنی گردید.
بدین ترتیب اکبر محسنی به عنوان یکی از اولین معلمان انجمن موسیقی ملی شروع به فعالیت کرد و علاوه بر نوازندگی در ارکستر این انجمن به رهبری روح اله خالقی، به آهنگسازی نیز مشغول شد.
«سه تار و ستاره» اولین آهنگی بود که اکبر محسنی ساخت. این آهنگ که در مایهٔ سه گاه ساخته شده و شعر آن توسط کریم فکور سروده شده بود، نخستین بار در سال ۱۳۲۶ خورشیدی با خوانندگی ناهید سرافراز و حمید قنبری، در رادیو ایران پخش گردید.
محسنی از سال ۱۳۲۶ تا سال ۱۳۳۶ خورشیدی به‌طور مداوم همکاری خود را، با رادیو ایران ادامه داد و علاوه بر ساخت تعداد زیادی آهنگ برای خوانندگان مختلف، در زمینهٔ ساخت موسیقی برای فیلمفارسی‌های آن روزگار نیز، فعال شد. بدین ترتیب اکبر محسنی را می‌توان یکی از نخستین سازندگان موزیک متن در سینمای ایران تلقی نمود. وی آهنگساز فیلم‌هایی همچون واریتهٔ بهاری، چهرهٔ آشنا، زندگی شیرین است و بلبل مزرعه بوده‌است.
اما از جملهٔ دیگر فعالیت‌های شاخص اکبر محسنی در این دوران، ساخت آهنگ جاودانه و ماندگار الهه ناز، می‌باشد که با تنظیم استادانهٔ روح‌الله خالقی، شعر کریم فکور و صدای غلامحسین بنان اجرا شد و گرچه برخی از صاحبنظران این ترانه را از برخی ظرافت‌های فنی عاری می‌شمردند، در سطح جامعه و نزد توده‌های مردم، شهرت و محبوبیتی بی‌مانند یافت. این ترانه که یکی از دلپسندترین و روح نوازترین آهنگ‌های اکبر محسنی محسوب می‌شود، در سال ۱۳۳۳ و به مناسبت تولد تنها دختر وی ساخته شده‌است. در همین دوران وی همچنین برای ترانه‌های معروف دیگری نیز آهنگ ساخت که از آن جمله: بخت بیدار، دل شکن، دگر چه می‌خواهی؟، دختر فال بین، دختر رامشگر (همگی با صدای  بنان) و ستاره، پشیمانی، او نیامد، درد جدایی و … (با صدای خوانندگان دیگر)، قابل ذکرند که تنها نمونه‌هایی از آثار متعدد برجای مانده از اکبر محسنی می‌باشند.
اکبر محسنی همچنین برای مدتی به کسوت استاد موسیقی و سرود در وزارت فرهنگ درآمد، که تجارب او در این زمینه، در کنار شهرت و آگاهی او در رشتهٔ موسیقی موجبات سفر او را به کشور عراق فراهم آورد.

## سفر به عراق و اقامت در این کشور
در سال ۱۳۳۶ خورشیدی، وزارت فرهنگ وقت، اکبر محسنی را جهت تدریس موسیقی و سرود در مدارس ایرانیان مقیم عراق برگزید و در عین حال به وی مأموریت داد که در طول خدمت خویش در عراق، نسبت به یادگیری ساز عود (بربط) و جمع‌آوری تکنیک‌های نواختن آن اقدام کند تا بتواند در مراجعت به ایران، این تکنیک‌ها را منتشر کرده و تعلیم دهد.
بدین ترتیب وی در طی مدت چهار سال به سر بردن در عراق، علاوه براینکه سرودهای میهنی و موسیقی را به کودکان ایرانی که در مدارس مخصوص ایرانیان در بغداد و کاظمین درس می‌خواندند، آموزش می‌داد، خود نیز مشغول به یادگیری ساز عود شد و این ساز را از استادان معروفی، همچون جمیل بشیر، سلیمان شکور، گل خماش، وکیل (موسیقیدان ایرانی مقیم عراق) و حکمت فاضل عراقی به خوبی یادگرفت و همچنین به جمع‌آوری تکنیک‌های مصری و عراقی در نواختن عود اقدام نمود و سرانجام در سال ۱۳۴۰ خورشیدی، با دستی پر به ایران بازگشت.

## احیاء ساز عود در ایران
اکبر محسنی در واقع، ساز عود که در اصل یکی از سازهای اصیل ایرانی بود و به اشتباه به اعراب منتسب شده بود را، دوباره به همراه خود به ایران آورد و موجبات استفاده از آن در ارکسترهای بزرگ را فراهم ساخت. خود وی در این مورد، طی مصاحبه‌ای با مهشید فرحبخش در مجله تماشا (شمارهٔ ۶۹، مورخه: ۵ بهمن ماه ۱۳۵۱) می‌گوید:
«پس از بازگشت از عراق به ایران، آنچه را که از ساز عود یادگرفته بودم، در رادیو عنوان کردم، شورای موسیقی تشکیل شد و من در حضور دکتر برکشلی، مشیر همایون شهردار و چند نفر از استادان موسیقی، عود نواختم.
مشیر همایون [پس از مشاهده نوازندگی من با این ساز]، دستی روی عود زد و از من پرسید:
«این پوست دارد؟»، گفتم: «نه! تخته‌است»، گفت: «بسیار صدای عالی دارد. این ساز را باید احیا کرد و در ارکستر جای داد»......»
بدین ترتیب وی از اولین نوازندگان عود در موسیقی معاصر ایران محسوب می‌شود و نه فقط نتیجهٔ سال‌ها تلاش خویش در زمینهٔ نواختن عود و همچنین تجاربی که از یادگیری تکنیک‌های نوازندگی عود اندوخته بود را، به هنرجویان متعددی تدریس کرد، بلکه این ساز ایرانی را دوباره در سرزمین اصلی و خاستگاه خود (ایران) احیاء نمود و جایگاه ویژه‌ای برای آن در ارکسترهای رادیو ایران پدید‌آورد.
اکبر محسنی پس از بازگشت از عراق و در حدفاصل سال‌های ۴۰ تا ۵۰ به کار در رادیو نیز، به عنوان آهنگ ساز و نوازنده ادامه داد و همچنین پس از تأسیس تلویزیون در ایران، برای چند سال با تلویزیون ملی ایران نیز همکاری‌هایی نمود که از آن جمله تهیهٔ آهنگ‌ها و سرپرستی ارکستر در برنامه تلویزیونی «هفت شهر عشق» قابل ذکر می‌باشد.
پس از انقلاب اسلامی، اکبر محسنی برای سال‌های زیادی در خارج از ایران اقامت داشت و فعالیت‌های هنری وی بسیار کاهش یافت، امّا با این وجود ساخت چند آهنگ را در همین سال‌ها نیز به وی نسبت می‌دهند.
بدین ترتیب از آنجا که خود او طی مصاحبه‌ای در سال ۱۳۵۱ خورشیدی، تعداد آهنگ‌های خود را، متجاوز از ۴۰۰ آهنگ دانسته بود، شاید بتوان تمامی آهنگ‌های او در طی دوران زندگیش را حدود ۵۰۰ قطعه تخمین زد. از وی همچنین تعداد زیادی ضبط‌های رایویی و برخی ضبط‌های خصوصی نیز به یادگار مانده‌است.
اکبر محسنی سرانجام در بامداد روز ششم مرداد ماه ۱۳۷۴، دور از وطن به عالم باقی شتافت و مشتاقان موسیقی اصیل ایرانی را داغدار کرد. خانواده و فرزندان وی پس از مرگش، کتابی موسوم به الههٔ ناز را در شرح احوال و آثار او و در بزرگداشت یاد و خاطره اش انتشار دادند.

## نکاتی از زندگی شخصی او
سید اکبر محسنی از سادات اصیل تهران و انسانی باصفا، صمیمی و خلیق با چهره‌ای خندان و رویی گشاده بود. نماز و روزه و عبادتش هرگز ترک نمی‌شد و در میان هنرمندان به «حاجی» شهرت داشت.
وی هر روز پس از نماز صبح شروع به کار می‌کرد و تا ساعت ۱۱ شب می‌نوشت و آهنگ می‌ساخت و با خواننده‌ها تمرین می‌نمود و ارکسترها را برای اجرای برنامه‌های گوناگون آماده می‌ساخت.
محسنی ایمان خویش به خدای یگانه را عامل دلگرمی خود، درکارهای هنریش تلقی می‌کرد و خویش را غرقهٔ در خدا می‌دانست و می‌گفت: «شما با کسی طرف هستید که ۴۵ سال است زندگیش را روی هنر گذاشته و ایمان و اعتقاداتش را فراموش نکرده‌است…»
او آهنگ‌های خودش را، مثل بچه‌های خویش می‌دانست و همه آن‌ها را دوست داشت، اما از میان متجاوز از ۴۰۰ آهنگی که ساخته بود، دو آهنگ «الهه ناز» و «انتظار» را به خاطر اثر خاصی که بر روی او داشتند، ترجیح می‌داد. (ترانهٔ انتظار را، «فرح» خوانده‌است: «به یاد وی تا سحر ماندم، او نیامد»....) همچنین آهنگ "ساقیاً نیز که حالت اپرا داشت، از ساخته‌های او بود که در جشن هنر شیراز اجرا شد و وی این آهنگ را نیز، جزو آثار برگزیدهٔ خویش محسوب می‌نمود.
اکبر محسنی به حق یکی از مفاخر موسیقی ایران محسوب می‌شود و مشقات بسیار زیادی برای اعتلای موسیقی این سرزمین متحمل گردیده‌است. وی حرمت استادان را به جا می‌آورد و زحمات آنان را پاس می‌داشت و از آن میان برای  روح‌الله خالقی که حق بسیار بر گردن وی داشت، احترام ویژه‌ای قائل بود.
ساز اصلی محسنی تار بود، اما با نواختن سه تار و همان‌طور که گفته شد عود(بربط) نیز، آشنایی کامل داشت. وی همچنین در نواختن ویولن نیز مسلط بود و چون در شعبه موزیک نظام تحصیل کرده بود، نواختن سازهای بادی در ارکسترهای نظامی و غیر آن را نیز فراگرفته بود.
به همین دلیل گرچه شهرت اصلی او به خاطر ساخت آهنگ‌های زیبایی است که خوانندگان بسیاری آن‌ها را خوانده‌اند، امّا در نوازندگی نیز شخصیت جامع‌الاطرافی محسوب می‌شد.
تمامی هنرمندانی که اکبر محسنی را از نزدیک می‌شناخته‌اند، مراتب والای هنری و ویژگی‌های شخصیتی و اخلاقی بارز او را می‌ستایند. از جمله اسدالله ملک، که خود از نوازندگان مشهور ویولن و آهنگسازان توانای معاصر می‌باشد، در مورد اکبر محسنی مطلب مفصلی نوشته که مشتمل بر زندگینامهٔ او نیز هست. وی در بخشی از نوشته اش در توصیف وی می‌نویسد:
«... استاداکبر محسنی هفت شهر عشق را عطاروار گشت و رمز و رموز عاشقی را با سیمهای عود بر ملا کرد. حلاوت موسیقی را به جان‌های محرمی چشاند که اهلیت داشتند و حرمت نگه می‌داشتند و قدر می‌دانستند…»
از اکبر محسنی (سید اکبر حاج محسن تهرانی) سه فرزند پسر و یک دختر باقی ماند که البته هیچ‌کدام از آن‌ها اهل ساز و موسیقی نبودند. هرچند که یکی از این فرزندان، یعنی «دکتر سید رضا حاج محسن تهرانی»، پس از مرگ او، در زمینهٔ جمع‌آوری کتاب یادبود و بزرگداشت او تلاش بسیار نمود. کتاب مذکور که سایر فرزندان و اعضای خانواده اکبر محسنی در تدوین و تألیف و چاپ و انتشار آن سهم داشته‌اند، به یاد شاخص‌ترین و به یادماندنی‌ترین اثر او، الهه ناز نام دارد.

## تعدادی از آهنگ‌های او
اکبر محسنی چنان‌که گفته شد، متجاوز از ۴۰۰ آهنگ و ترانه در طی ده‌ها سال فعالیت هنری خود ساخته‌است که برخی از شاخصترین آن‌ها عبارتند از:
- تصنیف انتظار (او نیامد) با شروع: «به یاد وی تا سحر ماندم، او نیامد» به خوانندگی فرح و با شعر ایرج تیمورتاش (تصنیف زیبای «او نیامد» اثر اکبر محسنی، که اصل آن با صدای فرح می‌باشد، بعدها با اجرای خوانندگان دیگری چون: هوشمند عقیلی و علیرضا افتخاری نیز ضبط و ارائه شده‌است)
- ترانه بازآ (بخت بیدار) با شروع: «بخت بیدار منی، حُسن گلزار منی…»، به خوانندگی غلامحسین بنان با شعراسماعیل نواب صفا
- ترانه الهه ناز، با تنظیم :روح‌الله خالقی به خوانندگی غلامحسین بنان با شعرکریم فکور
- ترانه الهه ناز-۲ (اجرایی دیگر)، به خوانندگی غلامحسین بنان با شعر کریم فکور
- ترانه دگر چه می‌خواهی، به خوانندگی غلامحسین بنان با شعر ایرج تیموتاش
- ترانه دل شکن، به خوانندگی غلامحسین بنان، با شعر بیژن ترقی (این ترانه با نام تصنیف یار بیگانه نواز، در آلبوم بداهه خوانی و بداهه نوازی با صدای  ایرج بسطامی نیز اجرا شده‌است).
- ترانه دخترک فال بین، به خوانندگی غلامحسین بنان با شعر کریم فکور
- ترانه دختر رامشگر، به خوانندگی غلامحسین بنان
- ترانه مرا بوسه‌ای ده، به خوانندگی اکبر گلپایگانی، با شعر ابوالقاسم حالت
- ترانه شوق دیدار، به خوانندگی کوروس سرهنگ زاده، با شعر لعبت والا
- ترانه چه شود، به خوانندگی کوروس سرهنگ زاده، با شعرمعینی کرمانشاهی

1. بازسازی برخی آهنگ‌های او:

- ترانه شب فروردین، به خوانندگی علیرضا افتخاری، با شعر اکبر آزاد
- ترانه دو یار قدیمی، به خوانندگی علیرضا افتخاری، با شعر مسعود فردمنش
- همچنین شش ترانه از هشت ترانه موجود در آلبوم «صیاد»، با صدای علیرضا افتخاری، از ساخته‌های اکبر محسنی است.

## فیلم‌شناسی
برخی از فیلم‌هایی که اکبر محسنی برایشان موسیقی متن ساخته‌است، عبارتند از:
- واریتهٔ بهاری (ساخته پرویز خطیبی، ۱۳۲۸)
- چهرهٔ آشنا (ساخته حسن خردمند، ۱۳۳۲)
- زندگی شیرین است (ساخته مجید محسنی، ۱۳۳۵)
- بلبل مزرعه (ساخته مجید محسنی، ۱۳۳۶)